# Dankovskij rajon
Il Dankovskij rajon (in russo Данковский район?) è un rajon dell'Oblast' di Lipeck, nella Russia europea; il capoluogo è Dankov.